# 命運石之門0
《命運石之門0》是由5pb.開發和發行的視覺小說遊戲，為2009年《命運石之門》的正統續作。PlayStation 3、PlayStation 4和PlayStation Vita版的遊戲在日本地區的發行時間為2015年12月10日，Microsoft Windows版是2016年8月26日，Xbox One則在2017年2月22日。全球地區的PC版遊戲由Spike Chunsoft代理，並在2018年5月8日公開。其前傳漫畫在2017年刊載，2018年則有一電視動畫在電視台上播放。
遊戲有三個視角，他們分別是前作的主角——大學生岡部倫太郎、時間旅行者阿萬音鈴羽和神經科學家比屋定真帆。在遇到真帆和其教授阿歷西斯·萊斯基寧（Alexis Leskinen）後，岡部成為人工智能阿瑪迪斯（Amadeus）的受試者。玩家需要細讀系統給出的文字和對話，並通過選擇是否接聽來自阿瑪迪斯的電話來影響劇情的走向；在《命運石之門0》的早期，故事分有兩個分支，然後分支會進入不同的結局。
《命運石之門0》由志倉千代丸策劃，並以《命運石之門》的廣播劇和輕小說為基礎作成其中一條故事線，同時擁有全新的劇情，而不是單純的改編。配樂與前作一樣都是由阿保剛負責，他在閱讀劇本時記下了自己的情緒波動，並以此撰寫出與作品的世界觀息息相關的音樂。

## 遊戲玩法

玩家可以在文字框內閱讀文字，並通過在手機上發送帶有文字或貼圖的訊息與角色互動。圖中的角色是椎名真由理

《命運石之門0》是一款視覺小說遊戲，玩家需要閱讀文字框的文字和對話以了解故事的發展，畫面亦伴隨著人物的精靈圖和背景藝術。遊戲的故事由多個分支組成，而每個分支都有不同的結局。不同於前作的自始至終式且有著多個分支點的單一路線，《命運石之門0》一開始便會有一個分支點，接著分成兩條主線，再分成不同的結尾，除此之外亦有四條支線。故事的方向大多為根據玩家是否接聽來自人工智能阿瑪迪斯（Amadeus）的電話來確定的，而接聽的時候主角岡部倫太郎便會通過其手機與軟件交流。此外系統也會在特定情況下讓玩家以其他角色的視角行動，多數是阿萬音鈴羽和比屋定真帆。
玩家還能以岡部的手機通信軟件RINE為媒介與他的朋友交流。在某些時候，遊戲會顯示一條通知表明岡部收到了一條消息，玩家可以選擇以不同的方式回信。無論是發送文字還是貼圖，系統都會把遊戲鎖定在對話介面上，而對方則會根據玩家的訊息給予相對的回應。與阿瑪迪斯不同的是，RINE的訊息不會影響遊戲的進度。

## 設定和角色

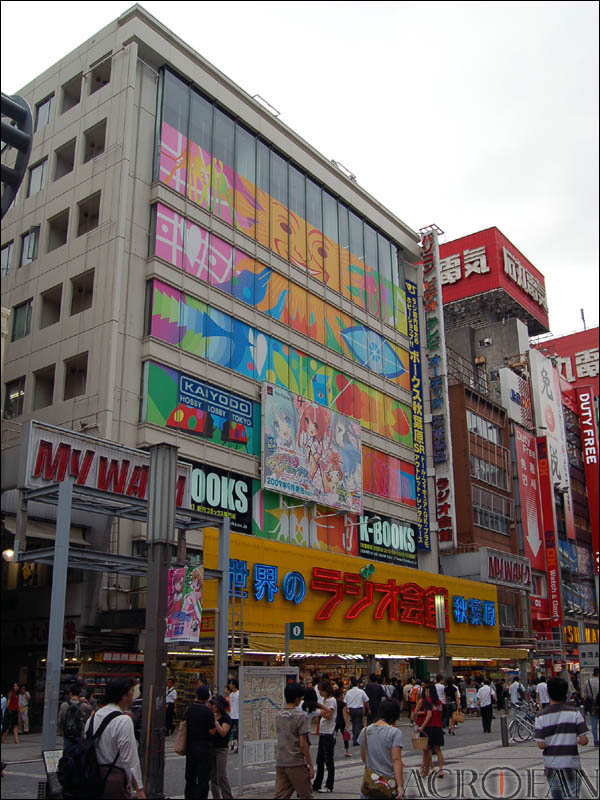
在原作《命运石之门》和《命運石之門0》中佔有相當份量的秋葉原無線電會館

《命運石之門0》的故事設在與前作結尾不同的世界線（β），而舞台同樣是東京都千代田區的秋葉原。遊戲的主要角色包括東京電機大學學生岡部倫太郎、他的朋友椎名真由理、綽號為「桶子」的駭客橋田至和神經科學家牧瀨紅莉栖:66－78，他們意外發現可以使用手機和微波爐（角色們合稱它為「電話微波爐（暫名）」）穿越時空，方式為在手機發送訊息的同時把存儲數據數位化。後者被稱為「時空跳躍」，實質上是把記憶傳輸到較早時候的自己身上，此舉引起了秘密研究時間旅行的SERN的注意，他們派遣其名為「巡行者」（Rounders）的團隊沒收主角們的時間機器，「巡行者」中包括自稱為記者的桐生萌郁:82－85，在执行過程中他們殺死了真由理。
在《命運石之門0》的世界觀中，時間包含一個分出許多分支且會重新合併的架空歷史（作中稱為「世界線」），這意味著某些事件在到達分歧點時必定會發生，除非過去的事件發生足夠的變化，使歷史出現顯著性的不同，以致其到達另一個有著不同分歧點的世界線集群（即作中所指的「世界線收束範圍」）。其中一個分歧點為2010年的真由理之死，為了避免此事發生，岡部回到過去並導致α世界線收束範圍更改為β，在這世界線中紅莉栖被殺，真由理存活，時間旅行也未被發現。在α和β世界線收束範圍內則有一條不受分歧點影響，名為「命運石之門」的世界線。遊戲中某些人能保留前個世界線的記憶而不受轉移的影響，擁有這現象的人已知有岡部，而岡部則稱該現象為「探知之眼」（Reading Steiner）。
遊戲的其他角色包括時間旅行者，橋田至未來的女兒阿萬音鈴羽、真由理未來的養女椎名篝、紅莉栖的同僚比屋定真帆、維克多孔多利亞大學（Viktor Chondria University）的教授阿歷西斯·萊斯基寧（Alexis Leskinen）和茱蒂·雷耶斯（Judy Reyes）、岡部的朋友漆原琉華和菲利斯·喵喵（秋葉留未穗）、真由理的朋友阿萬音由季（鈴羽的母親和橋田至未來的妻子）、中瀨克美和來島楓:86－122。

## 開發
《命運石之門0》由5pb.開發，並由志倉千代丸策劃和松原達也製作，人物設計則由huke負責。遊戲的劇本由林直孝、安本亨、瀧本正至和土屋司編寫，同時亦以「碑文三部曲」的輕小說系列和廣播劇作為其中一條故事線的基礎。然而《命運石之門0》並不是一部完全改編的作品，它擁有全新的劇本，開發團隊也指它「可以合理地歸類為續作」。
遊戲的音樂與前作一樣由阿保剛譜寫。他在創作配樂時有閱讀過劇本，以盡可能地了解作品的設定和角色的心境。阿保認為其對《命運石之門0》的情緒波動和事件的第一印象是非常重要的，因為自己要把它們用作每個場景配樂的素材，並在編寫音樂的時候記住這些印象。他也表示雖然這樣做很費時間，且比起在遊戲中的各個地方指定特定的曲目要麻煩許多，但此舉可以創作出更高質量的音樂，並使其與世界觀有更好的關係。
《命運石之門0》的開發企劃在2015年3月公佈。其PlayStation 3、PlayStation 4和PlayStation Vita版的日本原定發行日期為2015年11月19日，但之後推遲至一個月後，其中PlayStation 4的首刷版版包括前作《命運石之門》的重製版。《命運石之門0》PlayStation 4和PlayStation Vita版於歐洲北美地區的代理商為PQube，前者於2016年11月25日發售，後者則為四天後。它們亦有包含原聲帶光碟、原畫集、徽章和毛絨玩具的「Amadeus Edition」可供販賣，另外限定版就只包括遊戲本身和原畫集。Microsoft Windows版的《命運石之門0》由5pb.開發，其於日本原定在2016年6月24日發行，但後來延遲至8月26日，而全球地區則由Spike Chunsoft代理並於2018年5月8日以英文和日文公開。至於Xbox One版就在2017年2月22日以數位下載的方式發行。

## 反應
《命運石之門0》在發行後受到評論家的廣泛讚賞，其PS4版在Metacritic上根據20條評論獲得81/100分，PSV版則以10條評論取得84/100分，成為Metacritic2016年最受好評的PSV遊戲。Kotaku把該作列在2015年最佳日本電子遊戲的名單內，《RPGFan》則評選《命運石之門0》為2016年最佳冒險/視覺小說遊戲獎的亞軍，僅次於《看火人》，RPGFan更認為它可與其前作匹敵。該作在同一類別的讀者評選中亦僅以六票之差敗予《極限脫出 刻之困境》獲得亞軍。評論家多數認為《命運石之門0》是一部優秀的續作，但他們都認為玩家應事先體驗其前作或改編動畫。
評論家多數對遊戲的故事表示讚賞。《Fami通》的評論家尤其喜愛其氛圍。Destructoid的丹尼斯·卡登（Dennis Carden）認為對那些喜愛《命運石之門》的玩家來說，《命運石之門0》延續前作故事的方式令他們「務必要」玩這部作品，他整體上亦喜歡該部作品，即使其筆調比起前作更為黑暗但也不乏輕浮的時間，使他在遊玩時「笑的時間與哭的時間一樣多」。《RPGFan》的羅布·羅根（Rob Rogan）欣賞《命運石之門0》的故事，稱它發人深省，也令人感到興奮、憂鬱和痛心，但他也表示其劇情進展有時候沒有明確的目的，就像是被「人為拉長了」一樣。同樣供職於《RPGFan》的羅伯特·芬納（Robert Fenner）認同其同僚的感言，並說劇情中岡部在是否聯絡阿瑪迪斯一事陷入兩難是一個很好的假設，但這樣做就要把遊戲加長五分之一才合理。《Hardcore Gamer》的喬丹·赫爾姆（Jordan Helm） 也擁有類似的意見，他指出岡部與阿瑪迪斯的對話是《命運石之門0》的一大亮點，但那些以人物為中心的場景卻總是給人一種是拿來「充數」的感覺。
卡登認為大多數新角都有著出色且到位的表現，但有些角色看似只為了某些情節而存在。羅根表示岡部自前作以來其發展令他越發成為一個有趣的角色，而芬納則認為岡部的人物刻畫是《命運石之門0》的高潮，稱遊戲精闢地表現出他的自我憎恨和冒名頂替症候群，使大眾確信其患有重度抑鬱症。卡登和芬納都對遊戲使用多個視角的做法表示讚賞，稱此舉賦予角色更多的深度和可信度，讓玩家更加了解作中的角色。
評論家對《命運石之門0》的遊戲玩法意見不一，有些人覺得它過於複雜，亦有人覺得其情節太過簡單。卡登對玩家若不遵循遊戲指引便難以到達不同結局一事表示不滿，他也說道有時候根本不知道自己做出的選擇會對劇情造成什麼影響；然而其同事芬納就對用首次遊玩時得來的情報，推敲出第二次遊玩時的決擇以探尋另一個結局一事感到有趣。羅根認為《命運石之門0》的選擇系統比前作簡單，稱其是系列的一大退步。而赫爾姆則表示《命運石之門》的選擇大多帶有懸念和悔恨的氣氛，但其續作卻沒有這些東西。芬納還表示欣賞5pb.改進了從前作遺留下來的RINE系統，讓玩家查看他們之前發送的訊息，同時在發送訊息後自動存檔遊戲。另外，卡登、羅根和赫爾姆都讚揚《命運石之門0》的用語系統，認為它能確保玩家理解遊戲中的概念和術語。
《命運石之門0》的藝術指導、演示和音效都收到積極的評價，卡登表示其視覺效果「令人印象深刻」，羅根則形容遊戲的角色藝術給人一種「清晰且迷人」的感覺，即使每個角色的幀數有限。他還讚揚《命運石之門0》的背景藝術，稱大量的細節為場景增添了個性但又不會分散玩家的注意力，其音樂與每個場景的筆調更是天作之合。赫爾姆就非常喜歡該作使用多個與環境相關的角色精靈圖，而不僅僅是幾個靜止的人像，除此之外他亦讚許開發商對岡部精靈圖細節的關注，特別是有否表現出視覺信號和他的精神疲勞。

### 銷售
《命運石之門0》的實體版與數位版在日本開售的第一天錄得超過十萬份的銷售量。首週過後，該作己售出85,547份實體版。PSV、PS4和PS3版分別為日本最暢銷遊戲週榜的第六、第七和第九名，三者亦各自售出38,746、38,156和8,645份。在改編動畫播放後，PS4版的《命運石之門0》以4,087份再次進入日本最暢銷遊戲的週榜，亦使PS4的實體銷售額增至60,990份。據志倉千代丸所指，Xbox One版的銷量預計不會太多。
在歐洲發行的首週，PlayStation Vita版的《命運石之門0》是英國PSV平台上最暢銷的遊戲，且截至2017年6月它仍出現在Chart-Track的每週PlayStation Vita遊戲排行榜的前20名內。PlayStation 4版則沒在該主機的英國首週發售榜上出現。至於Steam方面則估計玩家總數為16,300人（截至2018年7月）。

## 衍生作品
作為「Steins;Gate World Line 2017–2018 Project」的一部分，有多部改編自《命運石之門0》的漫畫已經出版，包括由姬乃貴（姫乃タカ）繪畫，並於2017年8月4日開始在《Young Ace》連載的前傳漫畫，其亦在隔年的4月4日發行單行本。此外《命運石之門0》也有一本由角川Sneaker文庫代理出版的小說 。
《命運石之門0》主題的周邊商品包括鞋子、名片組、手錶、T恤、連帽衫與筆記本電腦包。而名為《Steins;Gate 0 Sound Tracks》的原聲帶專輯亦已在2016年由5pb.和Media Factory發行。

### 動畫
在《命運石之門》動畫播放完畢的四年後（2015年），WHITE FOX釋出特別篇第23β話《境界面上的缺失之環》，而這集正是《命運石之門0》的舖墊。2017年7月28日，《命運石之門0》正式宣布動畫化，其與前作一樣為由WHITE FOX製作，不同的是導演由佐藤拓哉和濱崎博嗣變為川村賢一，而人物設定則由稻吉智重接替坂井久太。
《命運石之門0》的動畫版最終於2018年4月12日在TOKYO MX上開播，共23話，并附加一集OVA。

#### 工作人員
- 監督：川村賢一
- 系列構成：花田十輝
- 劇本監修：林直孝、松原達也、西村卓也、安本了
- 角色設計：稻吉智重
- 道具設計：稻吉朝子、燈夢
- 美術設定：燈夢、
- 美術監督：小高猛
- 色彩設計：佐藤美由紀
- 特效監修：谷口久美子
- 攝影監督：鹽川智幸
- 3DCG：
- 剪接：須藤瞳
- 音響監督：山口貴之
- 音樂：阿保剛、信澤宣明、日向萌
- 音樂製作人：金谷雄文
- 音樂製作：MAGES.
- 動畫製作：WHITE FOX
- 製作：未来道具研究所

#### 主題曲
片頭曲
作詞、作曲：志倉千代丸，編曲：Yocke，主唱：伊藤香奈子
片尾曲「LAST GAME」（第2話 - 第7話、第9話 - 第13話）
作詞、作曲：志倉千代丸，編曲：悠木真一，主唱：Zwei
片尾曲「World-Line」（第14話 - 第17話、第19話 - 第20話）
作詞、作曲：志倉千代丸，編曲：悠木真一，主唱：今井麻美
插曲
「Amadeus」（第1話、第22話）
作詞、作曲：志倉千代丸，編曲：荒幡亮平，主唱：伊藤香奈子
（第8話、第18話）
作詞、作曲：志倉千代丸，編曲：大島康祐，主唱：Zwei
（第12話）
作詞：佐佐木惠梨，作曲：MANYO，編曲：流歌、MANYO，主唱：椎名真由理（花澤香菜）、椎名篝（潘惠美）
「Re-awake」（第20话）
作曲：阿保剛
（第21話）
作詞、作曲：志倉千代丸，編曲：磯江俊道，主唱：伊藤香奈子
「Hacking to the Gate」（第23話）
作詞、作曲：志倉千代丸，編曲：磯江俊道，主唱：伊藤香奈子
「GATE OF STEINER」（第23話）
作詞、作曲：阿保剛，編曲：悠木真一，主唱：佐佐木惠梨

#### 各集標題
| 話數   | 日英標題                   | 中文標題         | 劇本     | 分鏡         | 演出       | 作畫監督                                                                    | 總作畫監督                 |
| ------ | -------------------------- | ---------------- | -------- | ------------ | ---------- | --------------------------------------------------------------------------- | -------------------------- |
| 第1話  | -Absolute Zero-            | 零化域的缺失之環 | 花田十輝 | 川村賢一     | 川村賢一   | 稻吉智重                                                                    | 不適用                     |
| 第2話  | -Closed Epigraph-          | 閉時曲線的引言   | 花田十輝 | 川村賢一     | 土屋浩幸   | 中田正彦、木宮亮介                                                          | 稻吉朝子                   |
| 第3話  | -X-day Protocol-           | 雙對福音的協議   | 花田十輝 | 川村賢一     | 高杉旭     | 菊地功一、國井実可子                                                        | 稻吉智重                   |
| 第4話  | -A Stray Sheep-            | 亡失流轉的孤獨   | 花田十輝 | 川村賢一     | 平向智子   | 稻吉智重、稻吉朝子                                                          | 不適用                     |
| 第5話  | -Entangled Sheep-          | 非點收差的孤獨   | 花田十輝 | 路比塚俳優人 | 古賀一臣   | 井川典恵、藤木奈奈                                                          | 稻吉智重                   |
| 第6話  | -The Orbital Eclipse-      | 軌道秩序的日蝕   | 安本了   | 武市直子     | 武市直子   | 平村直紀、相澤秀亮                                                          | 稻吉智重 稻吉朝子          |
| 第7話  | -Vibronic Transition-      | 振電遷移的日蝕   | 安本了   | 川村賢一     | 青木       | 永吉隆志                                                                    | 稻吉智重                   |
| 第8話  | -Antinomic Dual-           | 二律背反的對偶   | 花田十輝 | 川村賢一     | 土屋浩幸   | 中田正彦、木宮亮介                                                          | 稻吉智重 稻吉朝子          |
| 第9話  | -Pandora's Box-            | 永劫回歸的潘朵拉 | 花田十輝 | 路比塚俳優人 | 川久保圭史 | 菊地功一、西村幸恵                                                          | 稻吉智重                   |
| 第10話 | -Forbidden cubicle-        | 存在證明的潘朵拉 | 花田十輝 | 神谷純       | 平向智子   | 井川典恵                                                                    | 稻吉朝子                   |
| 第11話 | -Sealed Reliquary-         | 存在忘卻的潘朵拉 | 花田十輝 | 久保雄介     | 古賀一臣   | 藤木奈奈、中村進也 加藤明日美                                               | 稻吉智重                   |
| 第12話 | -Recursive Mother Goose-   | 互相回歸的鵝媽媽 | 安本了   | 路比塚俳優人 |            | 渡邉八恵子、相澤秀亮                                                        | 稻吉朝子                   |
| 第13話 | -Diffraction Mother Goose- | 回折敘唱的鵝媽媽 | 安本了   | 武市直子     | 武市直子   | 稻吉智重                                                                    | 不適用                     |
| 第14話 | -Presage or Recognize-     | 彈性限界的認識   | 花田十輝 | 高木啓明     | 土屋浩幸   | 中田正彦、木宮亮介                                                          | 稻吉智重 稻吉朝子          |
| 第15話 | -Recognize Asymptote-      | 漸近線的認識     | 安本了   | 外川慶       | 工藤寬顯   | 小野晃、菊地功一 西村幸恵                                                   | 稻吉智重 稻吉朝子          |
| 第16話 | -Vega and Altair-          | 無限遠點的牽牛星 | 花田十輝 | 久保雄介     | 關谷真實子 | 井川典恵                                                                    | 稻吉智重 稻吉朝子          |
| 第17話 | -Beltrami Pseudosphere-    | 雙曲平面的牽牛星 | 花田十輝 | 尾崎隆晴     | 古賀一臣   | 中村和久、平村直紀 岩田景子、徳田夢之介                                     | 稻吉智重 稻吉朝子          |
| 第18話 | -Translational Symmetory-  | 並進對稱的牽牛星 | 花田十輝 | 路比塚俳優人 | 高木啟明   | 渡邉八恵子、池田有 相澤秀亮、平村直紀 木宮亮介、藤木奈奈 稻吉智重、稻吉朝子 | 稻吉智重 稻吉朝子          |
| 第19話 | -Time-leap Machine-        | 循環座標的牽牛星 | 花田十輝 | 久保雄介     | 久保雄介   | 武本大介、 徳田夢之介、宮脇直央 平村直紀、稻吉智重 稻吉朝子                 | 稻吉智重 稻吉朝子          |
| 第20話 | -Promised Rinascimento-    | 盟誓的文藝復興   | 安本了   | 川村賢一     | 土屋浩幸   | 中田正彥、木宮亮介                                                          | 稻吉智重 稻吉朝子          |
| 第21話 | -Return of Phoenix-        | 結像的文藝復興   | 花田十輝 | 川村賢一     | 古賀一臣   | 井川典恵、相澤秀亮                                                          | 稻吉智重 稻吉朝子          |
| 第22話 | -Project Amadeus-          | 投企的文藝復興   | 花田十輝 | 路比塚俳優人 |            | 稻吉智重                                                                    | 平村直紀 武本大介 稻吉智重 |
| 第23話 | -Arc-light of the Sky-     | 無限遠點的織女星 | 花田十輝 | 川村賢一     | 川村賢一   | 稲吉智重、稲吉朝子 木宮亮介、平村直紀                                       | 稻吉智重 稻吉朝子          |
| 第23話 | -Milky-way Crossing-       | 交叉座標的星辰   | 花田十輝 | 川村賢一     | 川村賢一   | 稲吉智重、稲吉朝子 木宮亮介、平村直紀                                       | 稻吉智重 稻吉朝子          |
| OVA    | -Bittersweet Intermedio-   | 結晶多形的情人節 | 安本了   | 外川慶       | 土屋浩幸   | 木宮亮介、稲吉智重 稲吉朝子、武本大介 渡邉八恵子                            | 稻吉智重 稻吉朝子          |

#### 播放電視台
日本深夜動畫：下文記載的日本国内播放時間使用日本標準時間（UTC+9）表示。因為部分時間标识會採用30小时制，因此請留意这类超过24:00的时间，其實際播放時間為翌日清晨。
| 播放日期                | 播放時間（UTC+9）                | 播放電視台  | 播放區域 | 備註                    |
| ----------------------- | -------------------------------- | ----------- | -------- | ----------------------- |
| 2018年4月12日 - 9月27日 | 星期四 1:35 - 2:05（星期三深夜） | TOKYO MX    | 東京都   | 本作的故事發生地點      |
|                         |                                  | KBS京都     | 京都府   |                         |
|                         | 星期四 2:00 - 2:30（星期三深夜） | SUN電視台   | 兵庫縣   |                         |
|                         | 星期四 2:35 - 3:05（星期三深夜） | 愛知電視台  | 愛知縣   |                         |
|                         |                                  | TVQ九州放送 | 福岡縣   |                         |
|                         | 星期四 23:30 - 星期五 0:00       | AT-X        | 日本全域 | CS衛星頻道 / 有重播     |
| 2018年4月13日 - 9月28日 | 星期五 23:00 - 23:30             | BS11        | 日本全域 | BS衛星頻道 / 《ANIME+》 |
| 2018年4月18日 - 10月4日 | 星期三 23:00 - 23:30             | 栃木電視台  | 栃木縣   |                         |

#### BD&DVD
| 卷數 | 發售日期       | 收錄話數            | 規格編號  | 規格編號  |
| 卷數 | 發售日期       | 收錄話數            | BD        | DVD       |
| ---- | -------------- | ------------------- | --------- | --------- |
| 1    | 2018年6月27日  | 第1話~第4話         | MFXT-0035 | MFBT-0049 |
| 2    | 2018年7月25日  | 第5話~第8話         | MFXT-0036 | MFBT-0050 |
| 3    | 2018年8月24日  | 第9話~第12話        | MFXT-0037 | MFBT-0051 |
| 4    | 2018年9月26日  | 第13話~第16話       | MFXT-0038 | MFBT-0052 |
| 5    | 2018年11月28日 | 第17話~第20話       | MFXT-0039 | MFBT-0053 |
| 6    | 2018年12月21日 | 第21話 - 第23話+OVA | MFXT-0040 | MFBT-0054 |

### 漫畫
| 冊數 | KADOKAWA     | KADOKAWA               | 東立出版社    | 東立出版社             |
| 冊數 | 發售日期     | ISBN                   | 發售日期      | ISBN / EAN             |
| ---- | ------------ | ---------------------- | ------------- | ---------------------- |
| 1    | 2018年4月3日 | ISBN 978-4-04-106552-5 | 2020年3月12日 | ISBN 978-957-26-3370-0 |
| 2    | 2018年5月2日 | ISBN 978-4-04-106553-2 | 2021年5月20日 | ISBN 978-957-26-3371-7 |
| 3    | 2018年9月4日 | ISBN 978-4-04-107288-2 |               |                        |
| 4    | 2019年2月4日 | ISBN 978-4-04-107289-9 |               |                        |